# Frühgeschichte
Die Frühgeschichte ist ein Teilgebiet der archäologischen Disziplin „Ur- und Frühgeschichte“ und bezeichnet eine Periode der menschlichen Geschichte: Sie befasst sich mit jenen Kulturen der Menschheit, über die erste schriftliche Aufzeichnungen (teils aus anderen Kulturen) bekannt sind, ein Teil der Erkenntnisse aber auch durch archäologische Grabungen gewonnen wird. Sie beginnt regional sehr unterschiedlich mit dem ersten Auftreten von Schriftzeugnissen und reicht bis in die historische Zeit der Geschichte im engeren Sinne. 
Die vorangehende Epoche ist die Urgeschichte, welche bis zurück vor etwa 2,5 Millionen Jahren in die Zeit des Auftretens erster Steinwerkzeuge in der Menschheitsgeschichte reicht; die nachfolgende Epoche ist die Geschichte im engeren Sinne, in der historische Entwicklungen wesentlich durch Auswertung schriftlicher Quellen erkannt werden und die materielle Kultur oft parallel archäologisch erschlossen wird.

## Regionale Frühgeschichte
In den Regionen archäologischer und historischer Forschung setzt die Schriftkultur zu unterschiedlichen Zeiten ein. Deshalb lässt sich Frühgeschichte nur regional definieren. Entwicklungen im Fernen Osten, in Nordamerika, in Afrika und in Australien werden in eigenen Disziplinen behandelt. Der Nahe Osten, der Mittlere Osten, Nordafrika und der Mittelmeerraum sind dagegen jene Gebiete, für welche eine frühgeschichtliche Phase üblicherweise bestimmt werden kann und behandelt wird. 

### Europäische Frühgeschichte
| Europäische Frühgeschichte | Europäische Frühgeschichte | Europäische Frühgeschichte | Europäische Frühgeschichte |
| -------------------------- | -------------------------- | -------------------------- | -------------------------- |
| Holozän                    | (➚ Geschichte Europas)     | (➚ Geschichte Europas)     | (➚ Geschichte Europas)     |
| Holozän                    | Frühes Mittelalter         |                            |                            |
| Holozän                    | Karolingerzeit             |                            |                            |
| Holozän                    | Merowingerzeit             |                            |                            |
| Holozän                    | Wikingerzeit               |                            |                            |
| Holozän                    | Vendelzeit                 |                            |                            |
| Holozän                    | Völkerwanderungszeit       |                            |                            |
| Holozän                    | Römische Kaiserzeit        |                            |                            |
| Holozän                    | …                          |                            |                            |
| Holozän                    | Mykenische Kultur          |                            |                            |
| Minoische Kultur           |                            |                            |                            |
| (↘Urgeschichte)            |                            |                            |                            |

#### Südeuropa
In Südeuropa beginnt die Frühgeschichte mit der minoischen Kultur und dem Einsetzen der Archanesschrift um 2000 v. Chr. in der Stufe Mittelminoisch I. Abgelöst wurde sie auf Kreta um 1450 v. Chr. von der mykenischen Kultur, die ab etwa 1700/1600 v. Chr. auf dem griechischen Festland entstand, während der Stufe Späthelladisch II bzw. Spätminoisch II. Mit den schriftführenden Kulturen der Griechen und Römer endet die Frühgeschichte zu Beginn der Archaik, mit der in Südeuropa die historische Zeit einsetzt. Mit der materiellen Kultur befassen sich hier die Fächer Klassische Archäologie und Provinzialrömische Archäologie.

#### Mitteleuropa
Der Übergang von der Urgeschichte zur Frühgeschichte lässt sich für Mitteleuropa nicht exakt definieren. Üblicherweise gilt das Einsetzen römischer Schriftzeugnisse über Germanen und Kelten außerhalb des Römischen Reiches (zu nennen sind vor allem Werke von Caesar und Tacitus) als Beginn der Frühgeschichte. Die römisch beherrschten Gebiete Mitteleuropas sind dem Fachgebiet provinzialrömische Archäologie zugeordnet, hier setzt die Frühgeschichte als archäologische Spezialdisziplin erst mit dem Ende der Antike ein. Daher wird gelegentlich auch die römische Kaiserzeit im Barbaricum nicht als frühgeschichtlich, sondern als eigener Zeitabschnitt zwischen Vorgeschichte und eigentlicher Frühgeschichte bewertet. Gegenstand der Forschung und Diskussionen ist seit längerem unter anderem die Problematik kultureller und politischer Kontinuität bzw. Diskontinuität im Übergang von der Spätantike zum Frühmittelalter.
In der Archäologie Mitteleuropas wird die Frühgeschichte unterteilt in 
- römische Kaiserzeit (genauer: „Römische Kaiserzeit im Barbaricum“ in Abgrenzung zur Verwendung des Begriffes in der klassischen Archäologie),
- Völkerwanderungszeit und
- Frühmittelalter, das wiederum in Merowingerzeit und Karolingerzeit untergliedert wird.

#### Nordeuropa
In der Archäologie Nordeuropas gelten auch die Vendelzeit 550–800 n. Chr. und die anschließende Wikingerzeit bis 1050 n. Chr. als frühgeschichtliche Perioden.